# Lujerului (stație de metrou)
Lujerului (denumită între 1983 și 2009 Armata Poporului) este o stație de metrou din București. În apropiere se află Liceul Costin Kirițescu, Piața Veteranilor, Carrefour Lujerului, Pasajul Lujerului și Plaza Romania. Ea nu a fost redenumită imediat după căderea regimului comunist, deși bulevardul pe care se află nu se mai numește Păcii, ci Iuliu Maniu.
În urma unor dezbateri publice, la care au participat locuitori ai Capitalei și Agenția pentru Strategii Guvernamentale, noua denumire a stației este Lujerului.